# バラーティリ・サン・ピエトロ
バラーティリ・サン・ピエトロ（イタリア語: Baratili San Pietro）は、イタリア共和国サルデーニャ自治州オリスターノ県にある、人口約1,300人の基礎自治体（コムーネ）。

## 地理

### 位置・広がり

#### 隣接コムーネ
隣接するコムーネは以下の通り。
- ヌラーキ
- オリスターノ
- リオーラ・サルド
- サン・ヴェーロ・ミーリス
- ゼッディアーニ